# Луп (Фриули)
Вижте пояснителната страница за други личности с името Луп.
Луп (на латински: Lupus, † 666) е лангобардски dux (херцог) на Фриулското херцогство от 663 до смъртта си през 666 г.

## Биография
През 663 г. Луп е избран за херцог след смъртта на Аго. Той завладява Градо, разграбва Аквилея. През византийската война с Констанс II крал Гримоалд I оставя Луп като регент на Павия. В негово отсъствие Луп се стреми да превземе властта. Когато Гримоалд се връща Луп бяга в Чивидале.
Гримоалд поръчал на аварския каган да разори Фриулското херцогство. Каганът пристига с войската си във Фриули и след четиридневни битки при река Фловий го побеждава. Луп е убит по време на битките. Синът му Арнефрид бяга при славяните.
Луп се жени и има син Арнефрид († 666), който го последва на трона, и дъщеря Теудерада (Теодорада), която е омъжена за Ромуалд I, херцог на Беневенто.